# Prima Categoria Abruzzo 1966-1967
Il campionato di calcio di Prima Categoria 1966-1967 è stato il V livello del campionato italiano. A carattere regionale, fu l'ottavo campionato dilettantistico con questo nome dopo la riforma voluta da Zauli del 1958.
Questi sono i gironi organizzati dal Comitato Regionale Abruzzo.
In questo campionato le squadre molisane sono aggregate al Comitato Regionale Campano.

A causa delle notevoli distanze chilometriche al Termoli fu concessa la partecipazione ai campionati gestiti dal Comitato Regionale Abruzzese.

## Girone A

### Squadre partecipanti
| Squadra                | Città (provincia)         | Stagione precedente |
| ---------------------- | ------------------------- | ------------------- |
| A.S. Atessa Calcio     | Atessa (CH)               |                     |
| S.P. Atri              | Atri (TE)                 |                     |
| A.S. Città Sant'Angelo | Città Sant'Angelo (PE)    |                     |
| S.S. Francavilla       | Francavilla al Mare (CH)  |                     |
| A.P. Montesilvano      | Montesilvano (PE)         |                     |
| A.S. Mosciano          | Mosciano Sant'Angelo (TE) |                     |
| G.S. Nino Mezzanotte   | Pescara                   |                     |
| A.C. Ortona            | Ortona (CH)               |                     |
| A.S. Penne             | Penne (PE)                |                     |
| U.S. Pro Lanciano      | Lanciano (CH)             |                     |
| A.S. Pro Vasto         | Vasto (CH)                |                     |
| S.P. Rosetana          | Roseto degli Abruzzi (TE) |                     |
| U.S. Sanvitese         | San Vito Chietino (CH)    |                     |
| U.S. Termoli           | Termoli (CB)              |                     |
| U.S. Ursus Pescara     | Pescara                   |                     |

### Classifica finale
|  | Pos. | Squadra           | Pt | G  | V  | N | P  | GF | GS | DR  |
|  | ---- | ----------------- | -- | -- | -- | - | -- | -- | -- | --- |
|  | 1.   | Pro Vasto         | 48 | 28 | 22 | 4 | 2  | 72 | 18 | +54 |
|  | 1.   | Termoli           | 48 | 28 | 21 | 6 | 1  | 54 | 15 | +39 |
|  | 3.   | Pro Lanciano      | 42 | 28 | 18 | 6 | 4  | 60 | 25 | +35 |
|  | 4.   | Atri              | 34 | 28 | 14 | 6 | 8  | 37 | 26 | +11 |
|  | 5.   | Nino Mezzanotte   | 31 | 28 | 12 | 7 | 9  | 54 | 34 | +20 |
|  | 6.   | Sanvitese         | 29 | 28 | 12 | 5 | 11 | 39 | 47 | -8  |
|  | 7.   | Rosetana          | 28 | 28 | 10 | 8 | 10 | 44 | 36 | +8  |
|  | 8.   | Atessa Calcio     | 27 | 28 | 12 | 3 | 13 | 33 | 39 | -6  |
|  | 9.   | Penne             | 25 | 28 | 12 | 1 | 15 | 33 | 42 | -9  |
|  | 10.  | Mosciano          | 22 | 28 | 8  | 6 | 14 | 28 | 41 | -13 |
|  | 11.  | Francavilla       | 21 | 28 | 8  | 5 | 15 | 35 | 61 | -26 |
|  | 11.  | Ortona            | 21 | 28 | 6  | 9 | 13 | 28 | 43 | -15 |
|  | 13.  | Ursus Pescara     | 16 | 28 | 6  | 4 | 18 | 25 | 48 | -23 |
|  | 14.  | Città Sant'Angelo | 14 | 28 | 4  | 6 | 18 | 36 | 77 | -41 |
|  | 14.  | Montesilvano      | 14 | 28 | 3  | 8 | 17 | 20 | 46 | -26 |

Legenda:
      Ammesso alle finali regionali.
Regolamento:
Due punti a vittoria, uno a pareggio, zero a sconfitta.
Pari merito in caso di pari punti e spareggi in caso di pari punti in zona promozione e retrocessione.
Non sono previste retrocessioni in Prima Divisione.

### Spareggio per il 1º posto
|           | Risultato   |         | Luogo e data            |
| --------- | ----------- | ------- | ----------------------- |
| Pro Vasto | 2 - 2 (dts) | Termoli | Pescara, 25 giugno 1967 |
|           |             |         |                         |

## Girone B

### Squadre partecipanti
| Squadra                 | Città (provincia)          | Stagione precedente |
| ----------------------- | -------------------------- | ------------------- |
| A.C.L.I. L'Aquila       | L'Aquila                   |                     |
| S.P. Amiternum          | Scoppito (AQ)              |                     |
| A.S. Aquilotti          | Avezzano (AQ)              |                     |
| Pol. C.E.P.             | Castel di Sangro (AQ)      |                     |
| A.S. Castelvecchio      | Castelvecchio Subequo (AQ) |                     |
| U.S. Chieti Scalo       | Chieti                     |                     |
| A.S. Cliternum          | Celano (AQ)                |                     |
| G.S. Interamnia         | Teramo                     |                     |
| U.S. Nike Onarmo        | Chieti                     |                     |
| Pol. Oratoriana         | L'Aquila                   |                     |
| Orione                  | Avezzano (AQ)              |                     |
| A.S. Popoli             | Popoli (PE)                |                     |
| Pol. Sagittario Pratola | Pratola Peligna (AQ)       |                     |
| S.S. Sulmona            | Sulmona (AQ)               |                     |
| A.S. Teramo             | Teramo                     |                     |

### Classifica finale
|  | Pos. | Squadra            | Pt | G  | V  | N  | P  | GF | GS | DR  |
|  | ---- | ------------------ | -- | -- | -- | -- | -- | -- | -- | --- |
|  | 1.   | Interamnia         | 44 | 28 | 17 | 10 | 1  | 41 | 8  | +33 |
|  | 1.   | Sulmona            | 44 | 28 | 20 | 4  | 4  | 51 | 10 | +41 |
|  | 3.   | Teramo             | 39 | 28 | 17 | 5  | 6  | 51 | 13 | +38 |
|  | 4.   | Sagittario Pratola | 35 | 28 | 13 | 9  | 6  | 51 | 24 | +27 |
|  | 5.   | Chieti Scalo       | 31 | 28 | 10 | 11 | 7  | 42 | 26 | +16 |
|  | 6.   | Nike Onarmo        | 30 | 28 | 12 | 6  | 10 | 33 | 31 | +2  |
|  | 7.   | Oratoriana         | 29 | 28 | 10 | 9  | 9  | 46 | 34 | +12 |
|  | 7.   | Orione             | 29 | 28 | 9  | 11 | 8  | 37 | 30 | +7  |
|  | 9.   | Aquilotti          | 26 | 28 | 9  | 8  | 11 | 23 | 33 | -10 |
|  | 10.  | Cliternum          | 25 | 28 | 9  | 7  | 12 | 27 | 56 | -29 |
|  | 11.  | A.C.L.I. L'Aquila  | 22 | 28 | 7  | 8  | 13 | 21 | 28 | -7  |
|  | 12.  | Popoli             | 21 | 28 | 6  | 9  | 13 | 27 | 40 | -13 |
|  | 12.  | C.E.P.             | 21 | 28 | 6  | 9  | 13 | 26 | 41 | -15 |
|  | 14.  | Castelvecchio      | 17 | 28 | 6  | 5  | 17 | 22 | 62 | -40 |
|  | 15.  | Amiternum          | 7  | 28 | 2  | 3  | 23 | 12 | 74 | -62 |

Legenda:
      Ammesso alle finali regionali.
Regolamento:
Due punti a vittoria, uno a pareggio, zero a sconfitta.
Pari merito in caso di pari punti e spareggi in caso di pari punti in zona promozione e retrocessione.
Non sono previste retrocessioni in Prima Divisione.

### Spareggio per il 1º posto
|            | Risultato |         | Luogo e data            |
| ---------- | --------- | ------- | ----------------------- |
| Interamnia | 1 - 0     | Sulmona | Pescara, 18 giugno 1967 |
|            |           |         |                         |

### Finali regionali
|            | Risultato |            | Luogo e data          |
| ---------- | --------- | ---------- | --------------------- |
| Interamnia | 0 - 0     | Pro Vasto  | Teramo, 2 luglio 1967 |
|            |           |            |                       |
| Pro Vasto  | 1 - 0     | Interamnia | Vasto, 9 luglio 1967  |
|            |           |            |                       |

- Pro Vasto promosso in Serie D 1967-1968.

### Libri
- Annuario F.I.G.C. 1966-1967, Roma (1967) conservato presso tutti i Comitati Regionali F.I.G.C.-L.N.D., la Lega Nazionale Professionisti e la Biblioteca Nazionale Centrale di Firenze.

### Giornali
- Archivio della Gazzetta dello Sport, anni 1966 e 1967, consultabile presso le Biblioteche:
  - Biblioteca Nazionale Braidense di Milano;
  - Biblioteca Nazionale Centrale di Firenze;
  - Biblioteca Nazionale Centrale di Roma;
  - Biblioteca Civica Berio di Genova;
  - e presso Emeroteca del C.O.N.I. di Roma (non è online ma è da consultare in sede).